# 绿色夏季志愿者活动
绿色夏季志愿者活动 是由越南学生会组织的越南年度活动，旨在指导学生参与社会和公共活动，如修路，搭桥，建造慈善机构，参与在扫盲方面，这项活动由越南的大量学生和大多数大学，学院和专业学校参加。
绿色夏季志愿者活动是一个在暑假期间举办的志愿者活动，这是学生和学生极其有意义的活动之一。这不仅是漫长的旅程，也是一系列具有重要意义和深刻人性的社会活动。

## 历史和形成的起源
- 由越南学生会组织。
- 绿色夏季志愿者活动于1997年首次正式诞生并推出。
-  2000年，该活动扩大到Ben Tre和Tra Vinh两个省。
-  2001年，前往中部高地和中部省份。到目前为止，这两个国家都是老挝和柬埔寨。
- 自2005年以来，绿色夏季志愿者活动已经找到了一种新的专业阵容方式。